# Auriglobus remotus
Auriglobus remotus är en fiskart som först beskrevs av Roberts 1982.  Auriglobus remotus ingår i släktet Auriglobus och familjen blåsfiskar. Inga underarter finns listade.